# Maipara
Maipara és un riu d'Orissa, el braç meridional pel qual les aigües del riu Brahmani troben el seu camí cap a la badia de Bengala. El braç septentrional és el riu Dhamra. El Bansgarh, una derivació del Maidara, corre cap al sud paral·lel a la costa fins a la mar a uns 10 km de Falset Point. La boca del Maipara propi presenta obstacles de barres i ones i per la seva posició al cap Palmyras és una protecció inadequada durant el monsó, però entre novembre i març pot ser navegat per bots. A l'entrada del riu hi ha una illa que porta el mateix nom a 20° 41′ 30″ N, 87° 06′ 15″ E / 20.69167°N,87.10417°E.